# Karsztvíz

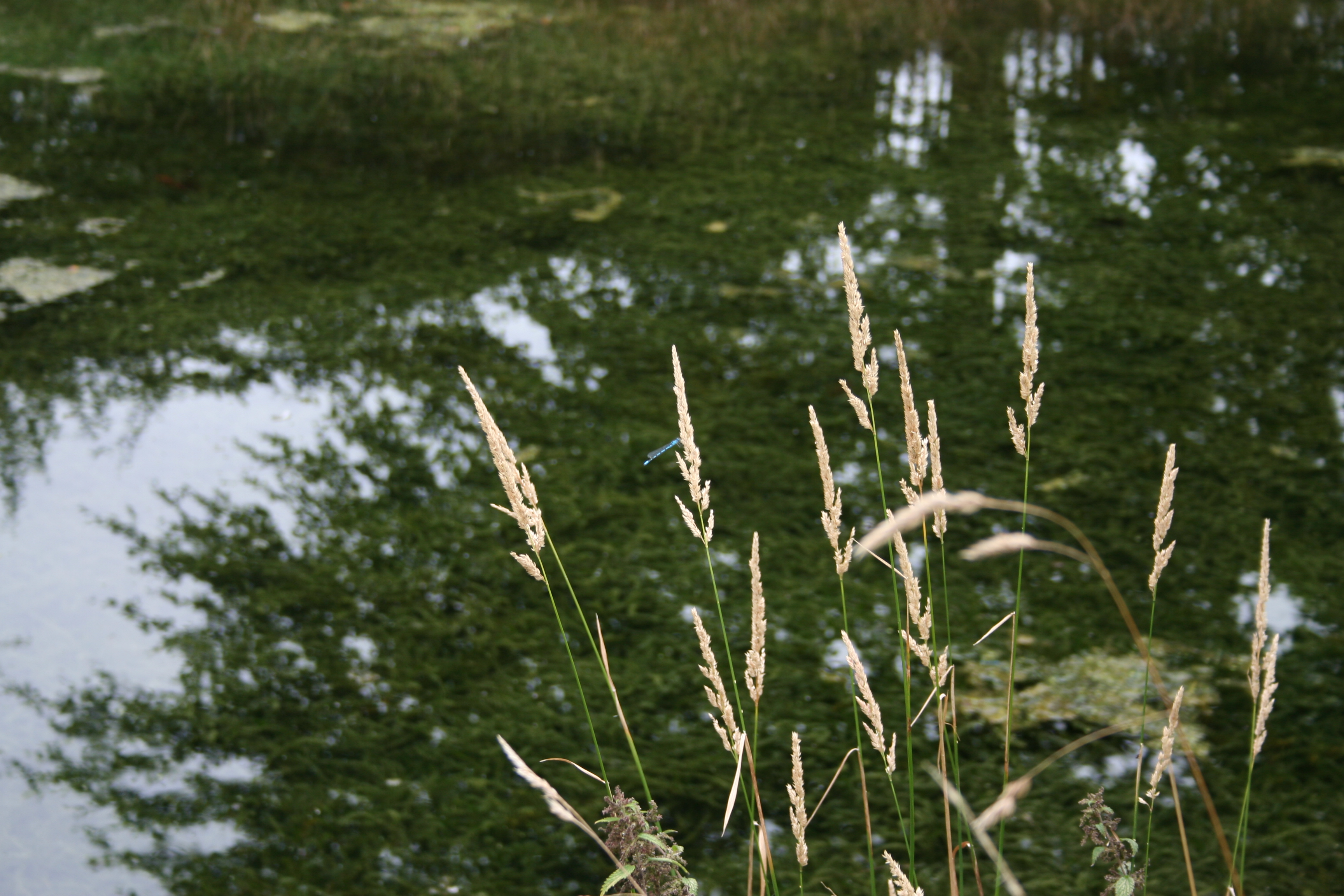
A Föld vízkészletének jelentős hányadát a karsztvíz adja

A karsztvíz a felszín alatti vizeknek azon típusa, amely a talaj karsztosodott kőzet rétegei között helyezkedik el. Két fő típusát különböztetjük meg. Nyílt karsztvíz esetében a csapadék és a felszíni vizek közvetlen kapcsolatban vannak karsztvízzel, táplálják a karsztvíz bázist, mivel a karsztvizet fedő kőzetrétegek nem vízzáróak. Fedett karsztvíz esetében a fedő kőzetek vízzáró jellegüknél fogva meggátolják a csapadék, a felszíni vizek karsztvíz bázisba történő bejutását.
A karsztvíz természetes tisztaságánál fogva nagy értéket képvisel. A karsztvíz bázisból kiemelt karsztvíz lakossági fogyasztásra (ahogy például Balatonfűzfő gyártelepen is) közvetlenül alkalmas lehet.
A karsztvíz szint alatti bányatevékenység veszélyt jelent a karsztvíz bázisra. Ugyanis a bányákba betörő vizet, hogy ne akadályozza a fejtési, kitermelési munkálatokat, szivattyúzással kiemelik. A talajban a szivattyúzás folytán kialakuló vízszint egy tölcsérhez hasonlítható, melynek legalacsonyabb pontja a szivattyúzás helye. Minél szélesebb a tölcsér nyílása, annál nagyobb felszíni terület érintett a vízkivétel negatív változásaiban. A Nyirád melletti bauxit bányászat során a közeli kutak kiapadtak, a Hévízi-tó vízhozama csökkent, Tapolca híres tavasbarlangja fokozatosan kiszáradt. A bányatevékenység visszaesésével, mára szinte teljesen helyreálltak a karsztvíz bázisú forrásaink.

## Felszíni karsztos formák
- karr: a karsztosodó kőzetek felületén, oldódás hatására létrejövő sekély mélyedés
- víznyelő: csapadék beszivárgásának helye, rendszerint tölcsér alakú
- dolina: oldás, beszakadás útján keletkezett mélyedés
- zsomboly: függőleges aknabarlang, mely a felszínt köti össze a felszín alatti vízbázissal, akár több száz méter mélységű is lehet

## Felszín alatti karsztos formák
Beszélhetünk sekély karsztról, amikor is a karsztvíz bázis a talajfelszín közelében van, az ún. eróziós övben helyezkedik el. Ezzel szemben a mély karszt típusú víz az eróziós övezet alatt helyezkedik el.
Egyes területeken, mint például a Bakony, a karsztvíz bázis több rétegben helyezkedik el. A felülről érkező, hideg karsztvizek mellett, megtalálható alulról beáramló, termál karsztvíz is. De hazánkban másutt is jelen vannak a különböző eredetű karsztvizek. Budapest termál gyógyfürdőinek egy részét ilyen feláramló karsztvíz táplálja.

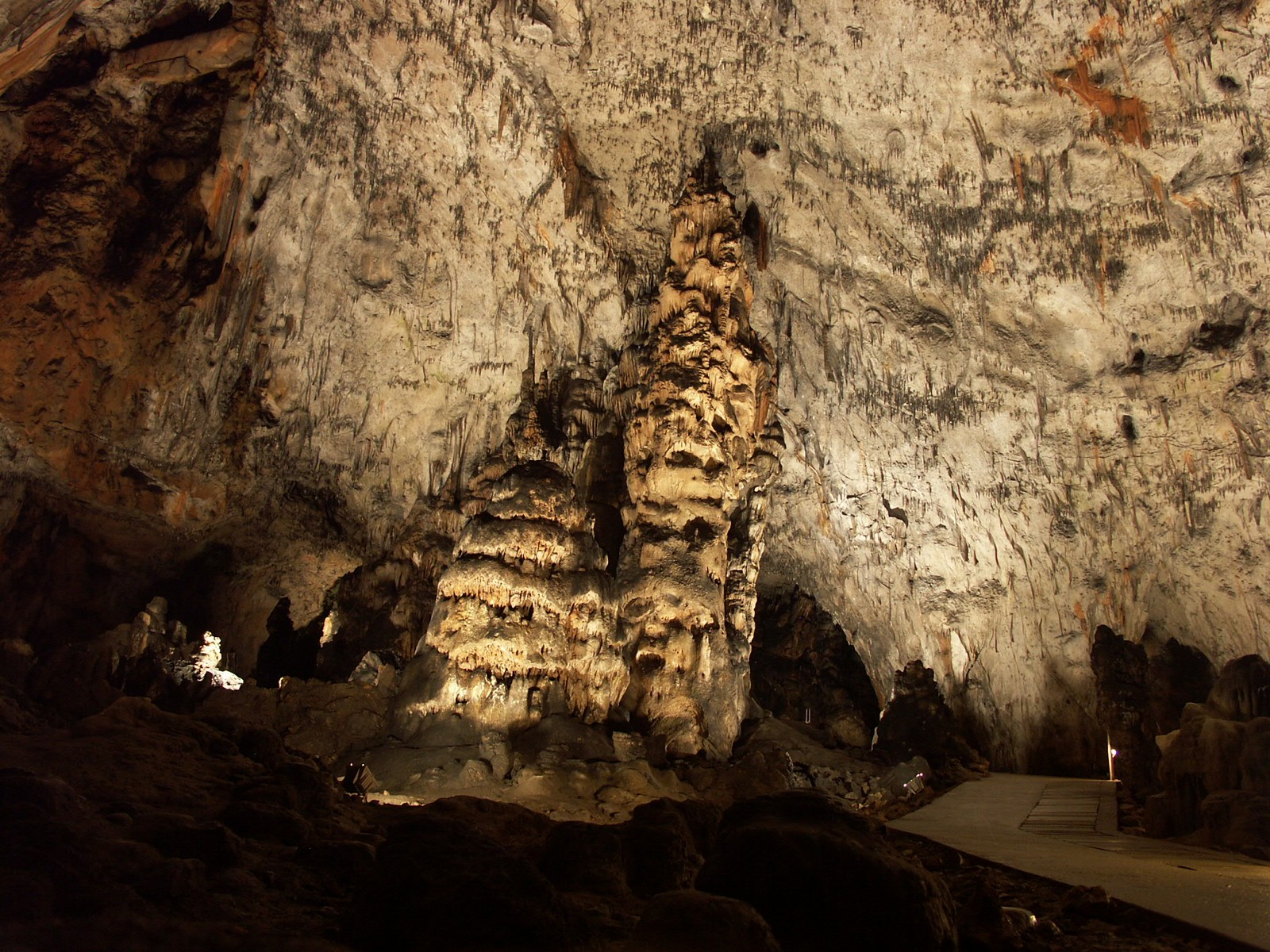
Az Aggteleki-karszt területén található Aggteleki cseppkőbarlang

### Felszín alatti vizek
A Föld vízkészletének 0,61%-át teszi ki a felszín alatti vízkészlet. Köztudott, hogy a sarki jégsapkákban tárolt édesvíz készlet a földi vizek csupán mintegy 2,14%-a. Ez után a felszín alatti vizek képezik a legfontosabb édesvíz forrást. A folyók és tavak vízkészletéhez képest körülbelül negyvenszer több víz található a földfelszín alatt.
- Talajvíz
- Rétegvíz – A rétegvíz a felszín alatti vizeknek azon típusa, amely porózus kőzetekben helyezkedik el. A rétegvizek a talajvizek szintje alatt húzódnak. A felszín alatti vízkészletek döntő hányada rétegvíz.
- Karsztvíz

## Felszín alatti vizek vízkémiai jellemzői
- vezetőképesség
- pH
- összes keménység
- hidrogén-karbonát
- karbonát
- lúgosság
- Kémiai Oxigénigény (KOIps)
- nitrát
- nitrit
- klorid
- szulfát
- vas
- foszfát
- ammónia
- mangán
- nátrium
- kálium
- magnézium
- kalcium

## Vizek keménysége NK-fokban
A víz keménysége alatt, a vízben oldott kalcium és magnézium mennyiségét értjük. Elnevezése régmúlt időkre nyúlik vissza. A ruhák mosásakor e két anyag és a szappan, egy vízben nem oldódó vegyületet alkot, ami a ruhákra rátapadva, száradás után megkeményíti a szövetet. A kalcium és magnézium sók a kőzetekből történő kioldódás miatt kerülnek a vízbe. Az ivóvízben a jelenlétük szükséges. Az iparban és a háztartásokban azonban, a kemény vízből a melegítés hatására kiváló vízkő gondot okoz.
Az alábbi vízkeménységi kategóriákat különböztetjük meg:
|                         | -4        | 4-8  | 8-12    | 12-18        | 18-30  | 30-50       | 50-              |   |
| ----------------------- | --------- | ---- | ------- | ------------ | ------ | ----------- | ---------------- | - |
| vízkeménységi kategória | igen lágy | lágy | közepes | kissé kemény | kemény | igen kemény | rendkívül kemény | - |